# باوة
باوة هي قرية في مقاطعة سردشت، إيران. يقدر عدد سكانها بـ 184 نسمة بحسب إحصاء 2016.